# Chlorocypha curta
Chlorocypha curta é uma espécie de libelinha da família Chlorocyphidae.
Pode ser encontrada nos seguintes países: Burkina Faso, Camarões, República Centro-Africana, Costa do Marfim, Guiné Equatorial, Gana, Guiné, Quénia, Libéria, Nigéria, Serra Leoa, Sudão, Togo e Uganda.
Os seus habitats naturais são: florestas subtropicais ou tropicais húmidas de baixa altitude e rios.